# منتخب صربيا تحت 19 سنة لكرة القدم للسيدات
منتخب صربيا تحت 19 سنة لكرة القدم للسيدات هو ممثل صربيا الرسمي في المنافسات الدولية في كرة القدم في فئة كرة قدم تحت 19 سنة للسيدات ، يديريه اتحاد صربيا لكرة القدم.